# Арапов, Александр Викторович
Алекса́ндр Ви́кторович Ара́пов (19 апреля 1872, Петербург — 14 марта 1929, Харбин) — русский государственный деятель, орловский (1915—1916) и вологодский (1917) губернатор.

## Биография
Окончил 7 классов кадетского корпуса. С 4 августа 1892 служил вольноопределяющимся в лейб-гвардии Финляндском полку (с 1893 — унтер-офицер), с 1893 — подпоручик во 2-м Кронштадтском крепостном пехотном батальоне, с 18.10.1894 — в Финляндском полку. 4 декабря 1895 уволен в запас.
С 19 января 1896 года служил в канцелярии саратовского губернатора; 5.9.1896 произведён в титулярные советники; с 18 февраля 1897 — земский начальник четвертого участка Кузнецкого уезда Саратовской губернии.
6 марта 1897 переведён на должность земского начальника третьего участка Богородского уезда Московской губернии; в 1901 произведён в коллежские асессоры. Со 2 мая 1903 — борисовский уездный предводитель дворянства (Минская губерния); 5.9.1903 произведён в надворные, 5.9.1907 — в коллежские советники. С 21 сентября 1909 — непременный член Витебского губернского присутствия; 6.9.1911 произведён в статские советники.
С 4 марта 1913 — симбирский вице-губернатор; в 1914 пожалован в действительные статские советники.
С 6 декабря 1915 — орловский губернатор. В январе 1916 года распорядился в уездах (Брянском, Севском, Карачевском, Дмитровском, Трубчевском), вошедших в состав Минского военного округа, запретить «сокрытие скота, подлежащего реквизиции для нужд армии, и уклонение от окопных работ», а также «всякое искусственное и произвольное повышение цен на предметы первой необходимости и жизненные продукты». Особо контролировал строительство воинских бараков и оборудование госпиталей для прибывших с фронта раненых.
С 13 декабря 1916 года — вологодский губернатор. 25 февраля 1917 года Временным губернским комитетом был арестован (содержался под домашним арестом), 6 марта освобождён и 9 марта покинул Вологду. После 1917 года эмигрировал; умер в Харбине 14 марта 1929 года.

## Семья
Отец — Виктор Александрович Арапов (1842—1900); мать — Александра Ивановна (урожд. Барышева).
Жена — Анна Александровна Панчулидзева (1880—1974, Москва), выпускница Московского Александровского института (1896). Дети:
- дочь Екатерина (1900 — 8.8.1991, Монреаль; похоронена в Ново-Дивееве); в 1918 году эмигрировала, с 1921 замужем за герцогом Дмитрием Георгиевичем Лейхтенбергским (1898—1972)[2][3];
- сын Виктор (11.3.1903 — 1938), репрессирован, расстрелян[2];
- сын Александр (2.2.1906 — 1941), работал шофёром, с началом войны служил водителем «катюши»; попав в окружение, подорвал себя в машине[2];
- дочь Дарья (12.7.1907 — 1918)[2].

Во втором браке жена — Мария Петровна Сегеди.

## Награды
- медаль «В память царствования императора Александра III» (1896)
- медаль «За труды по первой всеобщей переписи населения» (1897)
- орден Святой Анны 2-й степени (6.12.1905)
- орден Святого Станислава 2-й степени (1908)
- орден Святого Владимира 4-й степени (6.12.1909)[1].